# Migneauxia
Migneauxia es un género de escarabajos  de la familia Latridiidae. En 1859 Jacquelin du Val describió el género. Contiene las siguientes especies:
- Migneauxia atrata Johnson, 2007
- Migneauxia crassiuscula (Aubé, 1850)
- Migneauxia fuscata Johnson, 2007
- Migneauxia grandis Dajoz, 1966
- Migneauxia lederi Reitter, 1875
- Migneauxia mirei Dajoz, 1966
- Migneauxia ottoi Johnson, 2006
- Migneauxia phili Johnson, 2007
- Migneauxia psammeticha (Motschulsky, 1867)
- Migneauxia renaudi Dajoz, 1966
- Migneauxia subdola Johnson, 1977
- Migneauxia sudanensis